# 浅野平八
浅野 平八（あさの へいはち）（財）生涯学習開発財団助成金・奨学金選考委員会委員。千葉市教育委員会社会教育委員。千葉市生涯学習審議会委員。（社）大工育成塾企画運営委員。（財）住宅産業研修財団評議員。
工学博士（1989年、日本大学）。専門は建築計画で、特に公民館建築に関する多くの原著論文や著書がある他、日本の住まいに見る大工術語などにも詳しい

## 来歴
- 1965年、日本大学第一工学部建築工学科入学（翌年1966年、第一工学部が生産工学部に改称）。
- 1969年、日本大学生産工学部卒業。
- 1971年、日本大学大学院理工学研究科修士課程建設工学専攻卒業。
- 1971年、日本大学生産工学部副手。
- 1973年、日本大学生産工学部助手。
- 1974年、一級建築士資格取得。
- 1979年から1984年まで、日本建築学会関東支部建築計画委員会委員。
- 1982年、日本大学生産工学部専任講師。
- 1983年から1995年まで、日本建築学会建築計画委員会地域施設計画研究小委員会委員。
- 1986年から1988年まで、日本建築学会関東支部常議員。
- 1990年、日本大学生産工学部助教授。
- 1992年から1993年8月31日まで、生産工学部海外交流資金長期派遣研究員として「イタリア地方都市における公共施設に関する調査研究」のため1ヵ年イタリアへ出張。
- 1994年、日本大学生産工学部教授。
- 2004年から2010年まで、日本公民館学会副会長。
- 2006年から2010年まで、住宅産業研修財団「真の日本の住まい」提案競技審査委員会委員長。
- 2009年から2011年まで、日本建築学会代議員。

## 著書
- 『公民館のデザイン』日本公民館学会 (編集委員会委員長担当:共著)エイデル研究所   2010年12月
- 『わかる建築学１　建築計画』 (編集担当:共著）学芸出版社   2011年
- 『木造住宅のしくみ』学芸出版社   2011年
- 『風土の意匠』学芸出版社   2000年2月
- 『一目でわかる建築計画』(共著）学芸出版社   2002年